# Tempus continuum
Tempus continuum je latinský výraz pro souvislé počítání času, kdy každá časová jednotka po sobě jdoucí se započítává do běhu lhůty, tj. plynutí času je souvislé, bez rozlišování mezi jednotlivými časovými jednotkami (například dny) podle jejich charakteru či kvality (například pracovní dny, svátky, liché dny atp.). 
Římské právo znalo též tempus utile.